# Abell 1991
Abell 1991 è un ammasso di galassie situato in direzione della costellazione del Boote alla distanza di oltre 800 milioni di anni luce dalla Terra. Inserito nel Catalogo Abell redatto nel 1958, ha una classe di ricchezza 1 (quindi costituito da 50-79 galassie) ed è del tipo I secondo la Classificazione di Bautz-Morgan.
La galassia più luminosa dell'ammasso è l'ellittica NGC 5778. Altre galassie rilevanti sono le spirali MCG+03-38-048 e MCG+03-38-052.